# Courrière
Courrière is een dorp in de Belgische provincie Namen en een deelgemeente van Assesse. Tot 1 januari 1977 was het een zelfstandige gemeente. Courrière ligt op het knooppunt van de belangrijke Ardense verkeerswegen de snelweg A4/E411 en de expresweg N4. Courrière bestaat uit het dorp zelf, en het grote gehucht Trieu d'Avillon, die tegenwoordig door de A4 en N4 van elkaar worden gescheiden.

## Demografische ontwikkeling
- Bronnen:NIS, Opm:1831 tot en met 1970=volkstellingen, 1976= inwoneraantal op 31 december

## Bezienswaardigheden

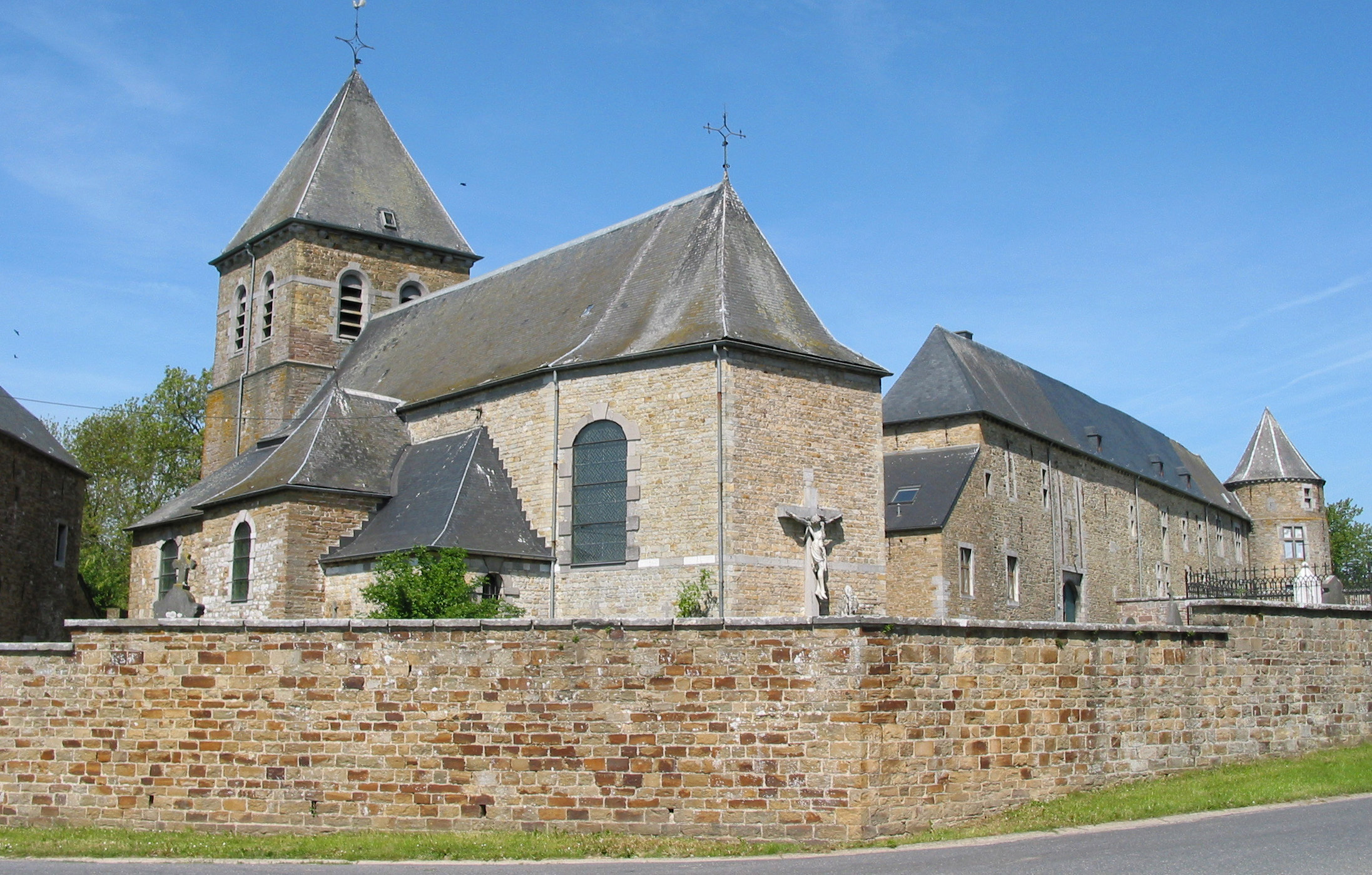
Église Saint-Quentin en kasteelhoeve

Courrière werd een parochie in de 18de eeuw. In het dorpscentrum zelf (Petit-Courrière) staat de Église Saint-Quentin van romaanse oorsprong en een kasteelhoeve (Château De Courrière) uit de 17de eeuw.
Deelgemeenten: Assesse · Courrière · Crupet · Florée · Maillen · Sart-Bernard · Sorinne-la-Longue

Overige dorpen en gehuchten: Ivoy · Mianoye · Trieu

Belgische gemeenten · arrondissement Namen · provincie Namen · Wallonië